# Підзамче (станція)
Підза́мче (Львів-Підзамче) — вузлова залізнична станція Львівської залізниці на перетині ліній Львів — Тернопіль та Підзамче — Ківерці. Розташована в однойменній місцевості Шевченківського району Львова, на висоті 264,88 м над рівнем моря, за 7 км від головного залізничного вокзалу Львова та за 1,5 км від центру міста Львова — площі Ринок.
На станції Підзамче здійснюється прийом та видача повагонних та малих вантажів і відправлень, а на Вокзалі Станції Підзамче здійснюється продаж проїзних документів.

## Історія
Станція Підзамче відкрита на лінії Львів — Броди на вимогу Львівського магістрата між підніжжям Замкової гори та вулицею Жовківською (нині — вул. Богдана Хмельницького), частково на землях колишнього цвинтара Папарівка.
Назва станції походить від традиційної назви древніх історичних «княжих» кварталів Підзамче Львова. Підза́мче — історична місцевість Львова у західній та північній околиці Високого замку. У XIII—XIV століттях в її межах сформувався центр княжого міста (Поділ). У XIV—XVIII століттях цю територію виведено за межі дії магдебурзького права і організовано Старостинську юридику. Після 1772 року виділена в окреме Жовківське передмістя. У 1869 році, в ході будівництва  залізничної станції та вокзалу з одноіменною назвою прилеглої місцевості Підзамче, ця  назва поширилася і на довколишні квартали, що розташовані на північний схід від стародавнього центру Львова.
Вокзал станції Підзамче розташований на місці колишньої вулиці Студеної, що підіймалась до Високого замку, та згодом залишки якої переназвані на Криничну площу, що поряд з сучасним вокзалом Підзамче. Під залізничною колією виявили рештки підземного ходу, що йшов з вулиці Гайдамацької до Високого замку на Замковій горі. При будівництві вокзалу були виявлені поховання на місці Папарівського цвинтаря.
12 липня 1869 року відкритий вокзал станції Підзамче, одночасно з відкриттям регулярного руху поїздів у напрямку станцій Броди, Злочева та тодішнього кордону з Російською імперією, з 1870 року — у напрямку Тернополя, а з 1871 року — до Підволочиська.
У 1897 року, завдяки прокладанню другої колії, відбулася реконструкція станції. 1907 року відбулося чергове капітальне розширення станції за проєктом тодішнього директора залізниці у Львові Станіслава Рибіцького. Під час реконструкції станції над сучасною вулицею Опришківською фірмою Альфреда Захаревича та Юзефа Сосновського, за проєктом інженера Єжи Венгерського було споруджено залізобетонний залізничний міст, який зберігся і понині.
З 1909 року поїзди почали курсувати у напрямку Підгайців через Перемишляни та Бережани, пізніше була відкрита лінія до Стоянова. Після Першої світової війни лінія перейшла до Польських державних залізниць. Під час Другої світової війни залізницею керувала німецька імперська залізниця (1941—1944). 22 липня 1941 року, при наближенні фронту, німецькі окупанти підірвали частину мостів, колії та станцію Підгайці. Після відступу Вермахту більшу частину колій не відновлювали, використавши частину рейок, шпали для військових потреб, і не переводили на прийняту в СРСР ширину колії 1520 мм. Залізнична лінія Львів — Підгайці нині напівзаросла, а рух поїздів нею не здійснюється.

Перша будівля вокзалу станції Підзамче

Вокзал станції Підзамче великий і досить цікавої конструкції. Він частково розташований на території колишнього Папарівського цвинтаря. Споруда вокзалу виконана з використанням геометричних форм в стилі неоренесансу. У 1890-х та 1908—1909 роках будівлю реконструйовано зі збереженням оригінальної стилістики первісної споруди двоповерхової будівлі вокзалу з центральним ризалітом за проєктом, виготовленим під керівництвом голови дирекції Львівської залізниці Станіслава Рибіцького.

Вокзал на листівці (1912)

Під час польсько-української війни (1918—1919 років) навколо станції велися запеклі бої. Вокзал станції був сильно пошкоджений і під час Другої світової війни. Його відбудова завершилася лише у 1947 році. Подальші перебудови у 1950-х та 2000-х роках значно змінили первісний вигляд вокзалу. У збереженій частині старої будівлі вокзалу розташувалися залізничні служби станції Підзамче.
У 1966 році станція електрифікована змінним струмом (~25 кВ) в складі дільниці Красне — Львів.

Меморіальна дошка в пам'ять про невинних жертв комуністичного режиму на фасаді будівлі вокзалу

Біля станції було знайдено рештки 602 тіл мешканців Бессарабії та Буковини — жертв Голодомору та репресій 1946—1947 років, останки яких були перепоховані на Личаківському цвинтарі.
За радянських часів частина пасажирських поїздів далекого та міжобласного сполучення мала зупинку на станції Підзамче. Поступово від цієї практики у 1990-ті роках відмовились.
У 2009—2010 роках станція була однією із кінцевих пунктів прямування міського рейкового автобуса. Рух міського поїзда було запроваджено у грудні 2009 року за маршрутом Підзамче — Сихів. Міський рейковий автобус курсував до 2010 року, проте через нерентабельність був скасований.
До практики зупинки на станції Підзамче деяких пасажирських поїздів регіонального та далекого сполучення  вирішили повернутися у 2016 році. За ініціативи громадського діяча Олександра Ємельянова були зібрані понад 1000 підписів мешканців та організацій щодо відновлення зупинок поїздів далекого сполучення на станції Підзамче, що продовжується і понині.
З 10 липня 2016 року на станції здійснює зупинку регіональний денний швидкісний поїзд категорії «Інтерсіті+» № 743/744 Дарниця — Львів.
З 25 серпня по 29 жовтня 2016 року здійснювалося вивчення пасажиропотоку і була встановлена тарифна зупинка на станції Підзамче фірмовому пасажирському поїзду «Львів» № 92/91 на постійній основі.
З 23 грудня 2016 року зупиняється регіональний денний швидкісний поїзд «Інтерсіті+» № 705/706 сполученням Київ — Перемишль.
З 12 липня 2017 року, у відповідь на побажання пасажирів, «Укрзалізниця» призначила тарифну зупинку на станції Підзамче ще семи поїздам далекого сполучення.
12-13 липня 2019 року відзначалось 150-річчя Підзамче у вигляді фестивалю з погашенням пам'ятної спецмарки. З будівництвом залізниці у 1890-х роках Підзамче розділилось на Ближнє Підзамче (від Краківської брами: вул. Лесі Українки та площі Осмомисла до вул. Татарської, що поряд з залізницею) та Дальнє Підзамче (від залізниці — вул. Долинського до вул. Опришківська).
З прийняттям нового генерального плану міста Львів Ближнє Підзамче набуло назву — Центр, а Дальнє Підзамче — Підзамче. Сучасне Підзамче охоплює мікрорайони: Підзамче, Габрієлівка, Жовківська Рогачка, Нове Знесіння (частково) та Замарстинів (частково) і знаходиться в межах вул. Чорновола, вул. Липинського, вул. Богдана Хмельницького, вул. Долинського. Саме ця назва побутує і понині, як вокзалу, так і дільниці Підзамче.

## Пасажирське сполучення

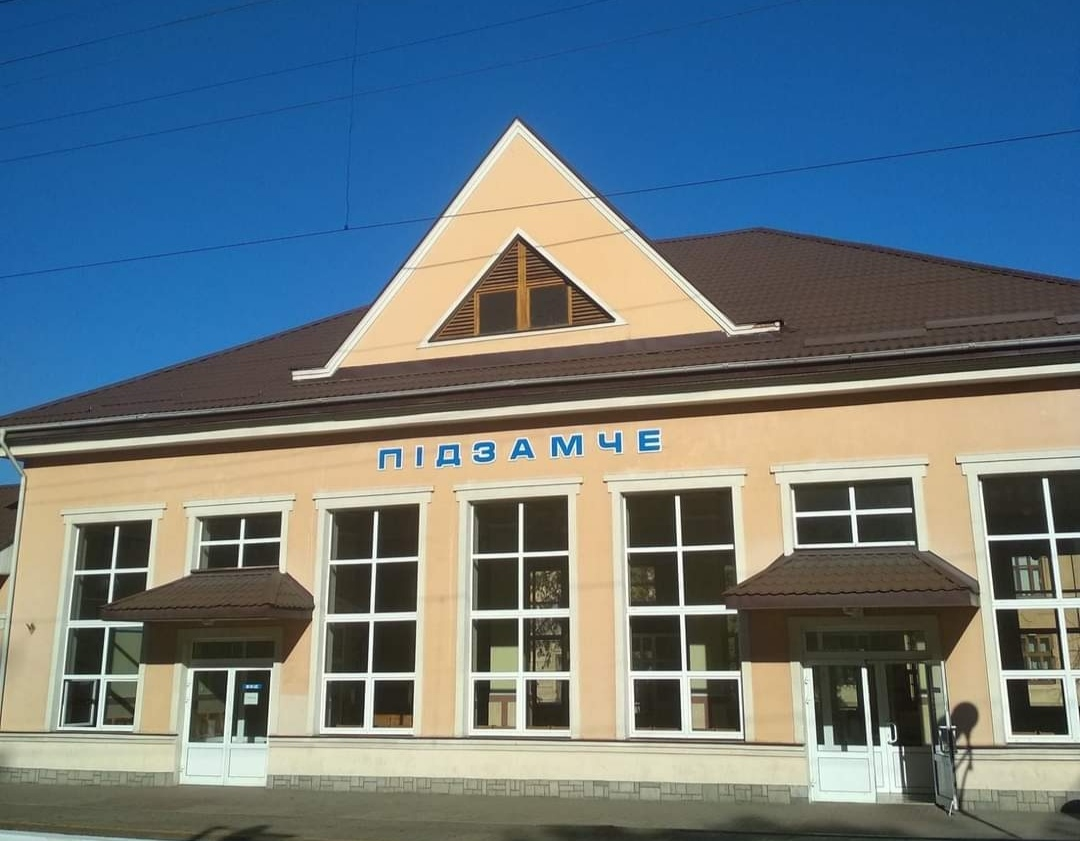
Вокзал станції Підзамче

На станції Підзамче зупиняються поїзди далекого та приміського сполучення. Призначення зупинки для пасажирських поїздів далекого сполучення дозволяє суттєво розвантажити головного вокзалу Львова. Поруч, з вокзалом станції розташована зупинка громадського транспорту, зокрема трамвая № 6 та автобусів № 20, 56, 58, 59, 60, 62.
У 2019 році, з метою мінімізації незручностей для пасажирів, що виникали у зв'язку з проведенням реконструкції Двірцевої площі перед головним вокзалом станції Львів та частковим обмеженням руху автотранспорту до вокзалу, низка пасажирських поїздів здійснювали зупинку на станції Підзамче. Зокрема, з 31 березня 2019 року на станції Підзамче зупиняються пасажирські поїзди далекого та регіонального сполучення (через повномасштабне російське вторгнення в Україну деякі поїзди скасовані):
| Рух пасажирських поїздів далекого сполучення по станції Підзамче |                                            | |
| №                                                                | Маршрут сполучення                         | Періодичність курсування                                                                            |
| 12/11 «Західний експрес»                                         | Львів — Одеса                              | Щоденно                                                                                             |
| 25/26 135/136                                                    | Одеса — Ясіня / Чернівці                   | Щоденно                                                                                             |
| 42/41                                                            | Трускавець — Дніпро                        | Щоденно                                                                                             |
| 45/46                                                            | Харків — Ужгород                           | Щоденно                                                                                             |
| 60/59                                                            | Чоп — Київ                                 | Щоденно                                                                                             |
| 80/79 «Січеслав»                                                 | Львів — Дніпро                             | Щоденно                                                                                             |
| 86/85                                                            | Львів — Запоріжжя                          | Щоденно                                                                                             |
| 92/91 «Леополіс»                                                 | Львів — Київ                               | Щоденно                                                                                             |
| 110/109                                                          | Львів — Херсон                             | Через день                                                                                          |
| 113/114                                                          | Харків — Львів                             | За особливим графіком                                                                               |
| 128/127                                                          | Львів — Запоріжжя                          | Щоденно                                                                                             |
| 141/142 143/144                                                  | Рахів / Івано-Франківськ — Чернігів / Суми | Щоденно                                                                                             |
| 368/367                                                          | Ужгород — Луцьк                            | Щоденно                                                                                             |
| Регіональні поїзди                                               |                                            | |
| 705/706 «Інтерсіті+»                                             | Київ — Перемишль-Головний                  | Щоденно                                                                                             |
| 741/742 «Інтерсіті+»                                             | Дарниця, Київ — Львів                      | За вказівкою                                                                                        |
| 743/744 «Інтерсіті+»                                             | Дарниця, Київ — Львів                      | Щоденно                                                                                             |
| 804/803                                                          | Львів — Рівне                              | Щоденно, крім неділі                                                                                |
| 806/805                                                          | Львів — Рівне                              | Щоденно, крім суботи                                                                                |
| 816/815                                                          | Коломия — Луцьк                            | Щоденно, крім понеділка, вівторка, середи                                                           |
| 826/825                                                          | Львів — Хмельницький                       | Щоденно, крім вівторка                                                                              |
| 866/865                                                          | Коломия — Рава-Руська                      | Щоденно                                                                                             |
| Скасовані поїзди                                                 |                                            | |
| 68/67                                                            | Львів — Маріуполь                          | Скасований з березня 2022 року, раніше курсував через день                                          |
| 70/69                                                            | Львів — Маріуполь                          | Скасований з березня 2022 року, раніше курсував щоденно, з призначенням поїзда № 68/67 — через день |
| 111/112 «Слобожанщина»                                           | Харків — Львів                             | Скасований з березня 2022 року, раніше курсував через день                                          |
| 126/125                                                          | Рахів / Івано-Франківськ — Миколаїв        | Скасований з березня 2022 року, раніше курсував щоденно                                             |
| 142/141                                                          | Львів — Бахмут                             | Скасований з березня 2022 року, раніше курсував по числах                                           |

Приміські поїзди прямують до станцій Тернопіль, Золочів, Здолбунів, Рівне, Красне, Ковель (через Шептицький), Сапіжанка, Стоянів, Луцьк, Ківерці, а також до головного вокзалу Львів, який для них є кінцевою точкою.
| Рух поїздів приміського сполучення |                  | |
| Маршрут сполучення                 | Кількість рейсів | Проміжні станції та зупинні пункти |
| Львів — Тернопіль                  | 4 пари           | Підбірці, 1460 км, Борщовичі, Залуги, Полоничі, Задвір'я, Полтва, Куткір, Красне, Скваржава, Княже, Ясенівці, Злочів, Зарваниця, Плугів, Метенів, Зборів, Тустоголови, Ярчівці, Озерна, Цебрів, Курівці, Глибочок-Великий, Біла, Тернопіль-Вантажний, Тернопіль |
| Львів — Злочів                     | 2 пари           | Підбірці, 1460 км, Борщовичі, Залуги, Полоничі, Задвір'я, Полтва, Куткір, Красне, Скваржава, Княже, Ясенівці, Злочів |
| Львів — Здолбунів                  | 2 пари           | Підбірці, 1460 км, Борщовичі, Залуги, Полоничі, Задвір'я, Полтва, Куткір, Красне, Утішків, Петричі, Закомар'я, Ожидів-Олесько, Кути, Заболотці, Пониковиця, Броди, Радивилів, 58 км, Михайлівка, Гаї-Ситенські, Рудня-Почаївська, Турки, Верба, Птича, Підлужжя, Кам'яниця-Волинська, Дубно, Мирогоща, Мокрів, Заруддя, Озеряни, Квітневе, Ульбарів, Глинськ-Загура, Миколи Приходька |
| Львів — Рівне                      | 1 пара           | Красне, Утішків, Петричі, Закомар'я, Ожидів-Олесько, Кути, Заболотці, Пониковиця, Броди, Радивилів, 58 км, Михайлівка, Гаї-Ситенські, Рудня-Почаївська, Турки, Верба, Птича, Підлужжя, Кам'яниця-Волинська, Дубно, Мирогоща, Мокрів, Заруддя, Озеряни, Квітневе, Ульбарів, Глинськ-Загура, Миколи Приходька, Здолбунів-Пас., Квасилів                                                 |
| Львів — Сокаль                     | 2 пари           | Дубляни-Львівські, Запитів, Руданці, Колодно, Новий Став, Сапіжанка, Батятичі, Добротвір, Стриханка, Соснівка, Гірник, Шептицький, Завишень |
| Львів — Ковель                     | 1 пара           | Дубляни-Львівські, Запитів, Руданці, Колодно, Новий Став, Сапіжанка, Батятичі, Добротвір, Стриханка, Соснівка, Гірник, Шептицький, Сокаль, Трудолюбівка, Ульвівок, Ромош, Іваничі, Яневичі, Бубнів, Володимир, Овадне, Туропин, Обеніжі, Турійськ, Ружин, Люблінець-Волинський, Фасти                                                                                                 |
| Львів — Стоянів                    | 1 пара           | Дубляни-Львівські, Запитів, Руданці, Колодно, Новий Став, Сапіжанка, Кам'янка-Бузька, Селець-Беньків, Воля-Холоївська, Вузлове, Радехів, Стоянів |
| Львів — Ківерці                    | 1 пара           | Сапіжанка, Кам'янка-Бузька, Радехів, Стоянів, Горохів, Звиняче, Луцьк |

## Особистість
- Васькало Роман Вікторович — старший солдат Збройних сил України, учасник російсько-української війни, загинув 2014 року. Працював на станції Підзамче колійником.